# Horst Wilkening
Horst Wilkening (* 14. Dezember 1936; † 5. August 2018) war ein deutscher Fußballspieler, der am 23. September 1959 in Düsseldorf beim Rückspiel der deutsch-deutschen Olympia-Ausscheidungsspiele in der deutschen Fußballnationalmannschaft der Amateure gegen die Fußballnationalmannschaft der DDR zum Einsatz kam. Von 1963 bis 1969 hat er beim Freiburger FC in der damals zweitklassigen Fußball-Regionalliga Süd insgesamt 85 Ligaspiele absolviert und drei Tore erzielt.

## Laufbahn

### Arminia Hannover, bis 1960
Vom SV Limmer 10 kam Horst „Hoschi“ Wilkening an den Bischofsholer Damm zu den „Blauen“ von SV Arminia Hannover. In den Jahren 1958 und 1959 errang der Außenläufer und Halbstürmer spielende Wilkening mit Arminia zweimal die Meisterschaft in der Amateurliga Niedersachsen (1958 in der Gruppe West; 1959 in der Gruppe Ost) und im dritten Jahr den zweiten Platz (Gruppe Ost). In den Aufstiegsrunden zur Oberliga Nord scheiterte Hannover aber dreimal in Folge. In den Spielen um die Amateurmeisterschaft im Jahre 1959 verlor Wilkening mit seinen Mannschaftskameraden Joachim Thimm und Werner Olk das Finale am 14. Juni 1959 in Offenburg gegen den FC Singen 04 mit 2:3 Toren. Dabei erzielte er in der 66. Minute den Anschlusstreffer zum 2:3. Zur Runde 1960/61 wechselte er in die 2. Liga Süd zum Freiburger FC.

### Deutsch-deutsche Ausscheidungsspiele, 1959
Vor den Qualifikationsspielen zu den Olympischen Spielen 1960 in Rom wurde durch zwei Ausscheidungsspiele der deutsche Vertreter ermittelt. Die Arminia-Akteure Olk, Thimm und Wilkening gehörten dem Kader der von Trainer Georg Gawliczek betreuten DFB-Amateurnationalmannschaft an. Am 16. und 23. September 1959 fanden die Spiele in Berlin und Düsseldorf unter Ausschluss der Öffentlichkeit statt. Beim 2:0-Erfolg der DFB-Mannschaft in Berlin saß Wilkening auf der Ersatzbank. In Düsseldorf bildete er zusammen mit Matthias Mauritz, Heinz Höher, Joachim Thimm und Gert Dörfel auf Halblinks den Angriff der erneut siegreichen DFB-Vertretung. In der 65. Minute erzielte „Hoschi“ Wilkening dabei den Siegtreffer zum 2:1. Zu einem weiteren Einsatz in der deutschen Fußballnationalmannschaft der Amateure gelangte der Niedersachse nicht und wird somit durch die damaligen politischen Gegebenheiten nicht als Amateurnationalspieler geführt.

### Freiburger FC, 1960 bis 1969
Im Freiburger Möslestadion spielte Wilkening drei Runden mit dem FFC in der 2. Liga Süd. Durch die zwei sechsten Ränge in den Jahren 1961 und 1962 und Platz 5. im Jahr 1963 qualifizierte sich die Mannschaft von Trainer Hans Wendlandt für die neue Regionalliga Süd zur Runde 1963/64. In den ersten drei Runden in der Zweitklassigkeit kamen Wilkening und seine Mannschaftskameraden Peter Kunter, Emil Poklitar, Gerd Klier und Peter Jendrosch nicht über untere Mittelfeldplätze (1964: 10.; 1965: 11.; 1966: 15.) hinaus. Auch die Platzierungen der Runden 1966/67 (7.) und 1967/68 (9.) konnten den Routinier Wilkening nicht zufriedenstellen. Überraschend gehörten die Freiburger in der Runde 1968/69 einem Quartett mit den Konkurrenten Karlsruher SC, Bayern Hof und Stuttgarter Kickers an, das sich einen Kampf bis zum Ende um die Meisterschaft in der Regionalliga Süd lieferten. In der Vorrunde gehörte Heinz Wilkening noch der Stammbesetzung an, die mit einem 10:2 Punktestart ausgezeichnet in die Runde gestartet war. Bei dem 3:2-Heimerfolg am 8. Dezember 1968 gegen Schwaben Augsburg verletzte er sich aber so schwer, dass er in der gesamten Rückrunde nicht mehr zum Einsatz kommen konnte. Punktgleich mit dem Karlsruher SC kamen die Freiburger auf dem 2. Platz ein und zogen somit in die Bundesliga-Aufstiegsrunde 1969 ein. In dieser überraschte der Südvertreter weiter mit Leistungen die ihnen zuvor nicht zugetraut worden wären. Am Ende entschied das Torverhältnis für Rot-Weiß Oberhausen und gegen die punktgleichen Freiburger. Heinz Wilkening hatte noch als Einwechselspieler in den drei Spielen gegen den VfB Lübeck (da erzielte er ein Tor), den SV Alsenborn und Hertha Zehlendorf dabei an der Seite von Jürgen Billmann, Karl-Heinz Bente und Gert Fröhlich mitwirken können und beendete danach seine Laufbahn.

## Nach der Karriere
Nach seiner aktiven Laufbahn war Wilkening beim Freiburger FC als Jugendtrainer tätig (unter anderem zwei Südbadische Meisterschaften und Teilnahmen an der Endrunde um die deutsche Jugendmeisterschaft mit den FFC-A-Junioren), sowie als Aktiven-Trainer beim SV Waldkirch (1972–1974), SV Breisach (1975) und Freiburger FC Amateure (1981 bis 1982). Außerdem betätigte sich Wilkening ab 1979 als Funktionär beim Südbadischen Fußballverband und war dort als Fördergruppenleiter unter anderem für die Jugendauswahlmannschaften des Bezirks Freiburg verantwortlich.

## Privates
Horst Wilkening war beruflich im Fernmeldewesen der Deutschen Bundespost tätig.